# Woolsington
Woolsington es un pueblo y una parroquia civil del distrito de Newcastle upon Tyne, en el condado de Tyne y Wear (Inglaterra).

## Geografía
Según la Oficina Nacional de Estadística británica, Woolsington tiene una superficie de 17,2 km².

## Demografía
Según el censo de 2001, Woolsington tenía 7928 habitantes (47,11% varones, 52,89% mujeres) y una densidad de población de 460,93 hab/km². El 22,54% eran menores de 16 años, el 70,08% tenían entre 16 y 74, y el 7,38% eran mayores de 74. La media de edad era de 38,71 años. Del total de habitantes con 16 o más años, el 29,77% estaban solteros, el 49,42% casados, y el 20,81% divorciados o viudos.
Según su grupo étnico, el 97,67% de los habitantes eran blancos, el 0,54% mestizos, el 1,15% asiáticos, el 0,11% negros, el 0,37% chinos, y el 0,16% de cualquier otro. La mayor parte (96,99%) eran originarios del Reino Unido. El resto de países europeos englobaban al 0,77% de la población, mientras que el 2,25% había nacido en cualquier otro lugar. El cristianismo era profesado por el 77,79%, el budismo por el 0,05%, el hinduismo por el 0,4%, el judaísmo por el 0,06%, el islam por el 0,95%, el sijismo por el 0,11%, y cualquier otra religión por el 0,18%. El 14,29% no eran religiosos y el 6,17% no marcaron ninguna opción en el censo.
Había 3393 hogares con residentes, 103 vacíos, y 3 eran alojamientos vacacionales o segundas residencias.